# Miacarabefana.it
Miacarabefana.it è un film per la televisione italiano, diretto da Lodovico Gasparini, ambientato nel periodo natalizio e trasmesso per la prima volta il 5 gennaio 2009 su Rai 1.

## Trama
Beniamina Volò (Veronica Pivetti), pronipote di una Befana del passato, decide di partecipare alla selezione per diventare a sua volta Befana.
La donna non ha problemi a battere le altre concorrenti e così riceve l'incarico di consegnare i doni ai bambini nella notte del 6 gennaio.
Beniamina diviene così invisibile agli occhi degli adulti, ma Giacomo (Yari Gugliucci) che è entrato in contatto con lei continuerà a vederla e ad aiutarla. Nel frattempo il cane di due fratellini scompare e verrà ritrovato da due loschi figuri, Tony (Matteo Reza Azchirvani) e Adria (Isa Gallinelli), che decidono di ricattare la famiglia Draghi per riaverlo.

## Location
Alcune scene del film sono state girate ad Anagni.

## Messa in onda
Il film è stato trasmesso in prima visione TV lunedì 5 gennaio 2009, il giorno prima dell'Epifania, ed ha ottenuto, secondo i dati Auditel, questi risultati:
- Audience: 6.085.000 telespettatori[1]
- Share: 24,87%[1]

## Sequel
Il film ha avuto un sequel chiamato SOS Befana che è stato trasmesso sempre su Rai 1 il 4 gennaio 2011.